# Sé quién me mató
Sé quién me mató es una película de misterio, terror psicológico y suspenso estadounidense de 2007 dirigida por Chris Sivertson y escrita por Jeff Hammond. La película está protagonizada por Lindsay Lohan, quien interpreta a una joven secuestrada y torturada por un sádico asesino en serie. Tras sobrevivir al secuestro, insiste en que su identidad es la de otra mujer. El reparto incluye a Julia Ormond, Neal McDonough y Brian Geraghty.
El rodaje se realizó principalmente en California, de diciembre de 2006 a marzo de 2007, con el director de fotografía John R. Leonetti. Durante la posproducción, el montaje estuvo a cargo de Lawrence Jordan y la banda sonora fue compuesta por Joel McNeely. La película recibió una cobertura mediática negativa durante la producción, ya que Lohan lidió públicamente con su drogadicción y otros problemas personales.
Estrenada en salas de cine por TriStar Pictures el 27 de julio de 2007, Sé quién me mató fue duramente criticada y solo logró recaudar 9.7 millones de dólares. Fue rápidamente considerada un fracaso y considerada una de las peores películas de la historia, siendo la más premiada en los Premios Golden Raspberry de 2007, ganando ocho de nueve nominaciones, incluyendo Peor Película y Lohan empatando consigo misma para ganar Peor Actriz y Peor Pareja de Pantalla por los dos personajes que interpretó. Sin embargo, la película tuvo un mejor desempeño en formato de vídeo doméstico, habiendo casi cuadruplicado su recaudación de taquilla en las ventas estimadas de DVD en los Estados Unidos.
Posteriormente, Sé quién me mató desarrolló un seguimiento de culto y varias proyecciones de la misma han sido organizadas por teatros históricos y festivales de cine.

## Argumento
El tranquilo suburbio de New Salem está siendo aterrorizado por un asesino en serie que secuestra y tortura a mujeres jóvenes, manteniéndolas cautivas durante semanas antes de asesinarlas. Aubrey Fleming, pianista y aspirante a escritora, parece ser su última víctima cuando desaparece durante una noche de fiesta con sus amigos. Más tarde se la ve atada y amordazada en una mesa de operaciones mientras sus manos están expuestas al hielo seco. A medida que pasan los días, el grupo de trabajo especial del FBI convocado para rastrear al asesino comienza a perder la esperanza de encontrarlo antes de que sea demasiado tarde.
A altas horas de la noche, un conductor descubre a una mujer joven al costado de una carretera desierta, desaliñada y gravemente herida. La niña es llevada de urgencia al hospital, donde los angustiados padres de Aubrey, Susan y Daniel, esperan a su lado mientras ella pierde el conocimiento. Cuando finalmente puede hablar, sorprende a todos al afirmar que es una estríper con mala suerte llamada Dakota Moss, que nunca ha oído hablar de Aubrey Fleming. Convencida de que Aubrey sufre de un trastorno por estrés postraumático, sus médicos, padres y agentes del orden solo pueden esperar al descanso y la terapia para restaurar su memoria. Pero después de regresar a la casa suburbana de sus padres, continúa insistiendo en que no es quien ellos creen que es, a pesar de tener heridas extrañas idénticas a las de las víctimas anteriores del asesino en serie, que incluyen su mano y la mitad de su pierna cortada.
Un psicólogo del FBI cree que Dakota es una persona delirante de Aubrey, y los agentes especulan que la persona debe distanciar y proteger a Aubrey de los eventos que sucedieron. Examinando la computadora portátil de Aubrey, descubren una historia corta sobre una chica con un alter ego llamado Dakota. Además, una prueba de ADN confirma que Dakota es Aubrey.
Sin darse cuenta de esto, Dakota explica sus heridas como varios eventos que sucedieron antes de que ella llegara a la ciudad. Ella comienza a sospechar que puede ser la hermana gemela idéntica de Aubrey, y llega a creer que sus heridas son una resonancia comprensiva con las heridas de su gemela, al estilo de los estigmas. Sin embargo, Susan le muestra a Dakota un video de la ecografía de su embarazo que revela claramente que solo había un feto en su útero. Dakota luego se enfrenta a Daniel y afirma que el hijo de Susan murió poco después de nacer, y que Daniel tomó a Aubrey de Virginia Sue Moss (otro personaje del cuento de Aubrey), una adicta al crack, dejándola con Dakota para que la críe sola.
Confundida y aterrorizada, Dakota comienza a tener visiones de una figura amenazadora que mata lentamente a su cautivo. Una de estas visiones lleva a Dakota a un cementerio cercano. Después de investigar la tumba de la amiga recientemente asesinada de Aubrey, Jennifer Toland, Dakota encuentra una cinta azul de una competencia de piano, con un mensaje del profesor de piano de Jennifer (y Aubrey), Douglas Norquist. Ella es seguida por Daniel, y declara "Sé quién me mató".
Los dos van, sin respaldo del FBI, a la casa de Norquist para enfrentarlo. Daniel se dirige solo a la casa de Norquist dejando a una Dakota en pánico sola en el auto. Tratando de calmarse, Dakota se refiere a sí misma como Aubrey. Daniel aparentemente es dominado, y se da a entender que es asesinado por Norquist. Dakota, habiendo entrado en la casa, ataca a Norquist en defensa propia y le corta la mano antes de ser dominada y atada. Confundido, Norquist le pregunta por qué ha regresado y exclama que la había enterrado (haciendo referencia a una visión anterior que tuvo Dakota). Dakota se libera, mata a Norquist y se dirige al bosque cercano, encontrando el lugar donde supuestamente Norquist había enterrado viva a Aubrey. Usando su mano prostética, rompe la parte delantera del ataúd de vidrio en el que Norquist había enterrado a Aubrey, dejándola apenas viva con un vestido blanco. Esta aparentemente verificando la versión de los hechos de Dakota y aliviada de haber encontrado a su gemela perdida hace mucho tiempo, Dakota yace en el suelo junto a ella.

## Reparto
- Lindsay Lohan como Aubrey Fleming / Dakota Moss
- Julia Ormond como Susan Fleming
- Neal McDonough como Daniel Fleming
- Brian Geraghty como Jerrod Pointer
- Garcelle Beauvais como el Agente Julie Bascome
- Spencer Garrett como el Agente Phil Lazarus
- Gregory Itzin como el Doctor Greg Jameson
- Jessica Lee Rose como Marcia
- Megan Henning como Anya
- Bonnie Aarons como Teena
- Kenya Moore como Jazmin
- Rodney Rowland como Kenny Scalfe
- Thomas Tofel como Douglas Norquist

## Doblaje
| Personaje                    | Actor original    | Actor de doblaje · México | Actor de doblaje · España |
| ---------------------------- | ----------------- | ------------------------- | ------------------------- |
| Aubrey Fleming / Dakota Moss | Lindsay Lohan     | Cristina Hernández        | Graciela Molina           |
| Susan Fleming                | Julia Ormond      | Carola Vázquez            | Rosa María Hernández      |
| Daniel Fleming               | Neal McDonough    | José Luis Orozco          | Alfonso Vallés            |
| Jerrod Pointer               | Brian Geraghty    | Moisés Iván Mora          | Jonatán López             |
| Agente Julie Bascome         | Garcelle Beauvais | Anabel Méndez             | Toni Avilés               |
| Agente Phil Lazarus          | Spencer Garrett   | Martín Soto               | Carlos Di Blasi           |
| Doctor Greg Jameson          | Gregory Itzin     | Alfonso Ramírez           | Antonio Lara              |
| Douglas Norquist             | Thomas Tofel      | Alejandro Illescas        | Eduard Itchart            |
| Marcia                       | Jessica Lee Rose  | Karla Falcón              | Marta Ullod               |
| Alguacil Cardero             | Donovan Scott     | César Arías               | Santiago Cortés           |
| Maestra                      | Jennifer O'Kain   | Laura Ayala               | Montse Miralles           |
| Teena                        | Bonnie Aarons     | Sarah Souza               |                           |
| Anya                         | Megan Henning     | Laura Torres              | Meritxell Mauri           |
| Mamá de Jennifer             | Paula Marshall    | Ruth Toscano              | Esther Solans             |
| Pete                         | Marc Senter       | Carlos Hernández          |                           |
| Chico con tatuaje            | Theo Kypri        | Carlos Hernández          |                           |
| Doctora Sommerly             | Cornelia Guest    | Norma Iturbe              |                           |
| Reportera                    | Amy Fuehrer       | Norma Iturbe              |                           |
| Conductor de misterios       | Art Bell          | Armando Réndiz            | Vicente Gil               |
| Insertos                     | N/D               | Daniel Cubillo            |                           |

### Segunda versión
| Personaje                    | Actor original    | Actor de doblaje · México |
| ---------------------------- | ----------------- | ------------------------- |
| Aubrey Fleming / Dakota Moss | Lindsay Lohan     | Cristina Hernández        |
| Susan Fleming                | Julia Ormond      | Rebeca Manríquez          |
| Daniel Fleming               | Neal McDonough    | Roberto Carrillo          |
| Jerroid Pointer              | Brian Geraghty    | Luis Alfonso Mendoza      |
| Agente Julie Bascome         | Garcelle Beauvais | Queta Leonel              |
| Agente Phil Lazarus          | Spencer Garrett   | Pedro D'Aguillón Jr.      |
| Doctor Greg Jameson          | Gregory Itzin     | José Lavat                |
| Teena                        | Bonnie Aarons     | Olga Hnidey               |
| Conductor de misterios       | Art Bell          | Luis Alfonso Padilla      |
| Insertos                     | N/D               | José Lavat                |

## Producción
Antes de filmar, Lohan tomó lecciones de baile en barra para prepararse para su papel de estríper, y dijo: "He estado en clases de baile en barra, S Factor de Sheila Kelley, todos los días durante cuatro horas. Tengo moretones en todas partes". Las fechas de filmación tuvieron lugar entre diciembre de 2006 y marzo de 2007. La fotografía principal se llevó a cabo principalmente en California. En la primera semana de producción, la filmación se detuvo después de que Lohan fue hospitalizada, su representante dijo que "estaba sobrecalentada y deshidratada". La producción se detuvo poco después cuando Lohan se sometió a una cirugía de apéndice. La filmación pronto se retrasó aún más después de que la incisión se infectó y los realizadores estaban esperando la aprobación de un médico para que Lohan continuara trabajando. Todo esto ocurrió casi al mismo tiempo que Lohan ingresó en las instalaciones de rehabilitación del Wonderland Center para una estadía de 30 días. Durante la estadía continuó filmando la película, regresando a las instalaciones por la noche. Sivertson afirmó que la producción "nunca perdió días de rodaje debido a la rehabilitación", y Lohan declaró que se inspiró en lo que estaba experimentando personalmente para abordar algunos de los temas más oscuros de la película. Debido a toda la atención de los medios que estaba recibiendo Lohan, ni siquiera podía caminar hasta su tráiler sin que los paparazzi la fotografiaran, a veces incluso terminaban en el fondo de algunas tomas de la película.
Sivertson habló sobre su experiencia al dirigir la película diciendo: "Me alegré muchísimo de tener en mis manos el guion. Es exactamente el tipo de cosas que me gustan. Estilísticamente, supongo que se podría decir que la influencia es Hitchcock filtrada a través de De Palma y Lynch. Había ecos de algunas de mis películas favoritas en el guion, como Vértigo, Vestida Para Matar, Twin Peaks, Terciopelo azul," continuando diciendo que quería que la película "se interpretara como un thriller psicológico oscuro y como un hada surrealista. cuento. Opté por un look amapola muy brillante con colores saturados, particularmente azules y rojos". Concluyó: "Me encanta o lo odio, es algo que quería ver en la pantalla grande y ahora puedo. Eso me hace feliz". En 2019, Sivertson reveló la existencia de un corte del director de tres horas y media de duración, revelando: "[...] Para mucha gente no tiene sentido. Y había muchas escenas de la trama, especialmente muchas cosas de investigación del FBI que fueron totalmente eliminadas de la película. [...] Estaba más interesado en ese momento con la rareza de todo". Siverston declaró sobre el casting de Lohan: "Necesitábamos a alguien que pudiera interpretar opuestos completos... pero no de una manera cliché la película realmente descansa sobre los hombros de Lindsay". Del mismo modo, la única preocupación del productor Mancuso Jr. al elegir a Lohan era si la actriz, conocida por sus papeles en comedias familiares y películas para adolescentes, podría continuar haciendo la transición e interpretar personajes más orientados a los adultos, admitiendo: "Fue un riesgo, pero no me asustó porque sentí que ella no haría esto a menos que estuviera dispuesta a hacerlo".
En julio de 2007, Lohan fue arrestada por conducir bajo los efectos del alcohol, lo que le impidió promocionar la película. Incluso tuvo que retirarse de una aparición programada en The Tonight Show con Jay Leno en la que debía promover su lanzamiento.

## Recepción

### Taquilla
La película se estrenó el 27 de julio de 2007, a lo que Entertainment Weekly llamó "un abismal $3.5 millones" de 1320 salas, terminando noveno en la taquilla ese fin de semana pero tercero entre los nuevos estrenos, finalmente recaudando un total de $7.5 millones al final de su carrera teatral en los Estados Unidos. En última instancia, recaudó $9.7 millones en todo el mundo.

### Crítica
La película no se proyectó con anticipación para los críticos. Rotten Tomatoes informa una calificación de aprobación del 9% basada en 77 revisiones, con una calificación promedio de 2.90/10. El consenso del sitio web dice: "Desagradable y ridículamente tramado, Sé quién me mató es un nadir de carrera para todos los involucrados - particularmente Lindsay Lohan en un papel dual". En Metacritic, tiene una calificación de 16/100 basada en reseñas de 16 críticos, lo que indica un "abrumador desagrado". Las encuestas de audiencia de CinemaScore le dieron a la película una F; a partir de abril de 2020, es una de las 21 películas en recibir tal calificación.
Michael Rechtshaffen de The Hollywood Reporter dijo: "Hay un nuevo candidato en la carrera por la peor película de los premios de 2007. "Sé quién me mató", un thriller ridículo (menos las emociones) protagonizado por la atribulada Lindsay Lohan en un doble papel, tiene todo los sellos necesarios para la calificación: una trama sin sentido que se vuelve más tonta por segundo, efectos especiales de mal gusto, un simbolismo de mano dura que es grande en tonos azul eléctrico y actuaciones mecánicas son todos culpables en lo que respecta al título". Empire Online la nombró en el número treinta y cuatro en una lista de las 50 peores películas votada por los aficionados, diciendo: "¿Recuerdas lo genial que era Lindsay Lohan en Chicas Pesadas? ¿O Un Viernes de Locos o Juego de Gemelas? Bueno, si lo haces, asegúrate de no ver nunca esto , porque arruinará esos recuerdos para siempre. Podríamos perdonar a Lohan por querer hacer un thriller para adultos más picante. Si tan solo fuera emocionante". Richard Roeper la clasificó como número uno en su lista de "Las peores películas de 2007"; unos años más tarde, Roeper la nombró la peor película de la década de 2000. También estaba en la lista de las 50 peores películas de MRQE.
La película recibió algunas críticas positivas. Fangoria elogia el uso imaginativo del color en la película y dice: "[E]l director y su equipo visual bañan la película en azules y rojos profundos, una salida bienvenida del verde sucio e iluminado con sodio de la paleta de terror con temas similares, y el resultado final es simplemente un regalo visual hermoso y deslumbrante, tan estilizada que uno no puede evitar recordar el enfoque de Argento hacia Suspiria". El Radio Times también aludió al director "recordando el estilo de Dario Argento" en un "retorcido, psicópata de suspenso perversamente fascinante". El sitio web de películas de terror BloodyDisgusting.com le dio a la película una crítica entusiasta y sugirió que," Los problemas continuos de Lohan con las drogas/alcohol/DUI/rehabilitación/perversidad en el set "eran parte de un "torbellino de frenesí mediático" que era innecesario e "irrelevante para la película". La película en sí fue "una sorpresa más que agradable, bien filmada, bien actuada, especialmente por la propia Lohan, y un pequeño thriller sorprendentemente intrigante y espantoso". El crítico del The Boston Globe Ty Burr comparó la película favorablemente con Sisters y Body Double de Brian De Palma, así como con las obras de David Lynch.

### Legado
En los años posteriores a su lanzamiento, Sé quién me mató llegó a alcanzar el estatus de culto y fue llamada una "película de medianoche", como reconoció Sivertson durante una entrevista en octubre de 2019: "Definitivamente lo ha hecho. Y lo que pasa con esa película es que fue tan rápido que no estaba realmente consciente de nada de eso. Terminamos la producción en marzo, y luego estuvimos en los cines en julio. [...] Para una película de estudio, eso es súper rápido. Mi cabeza estaba tan baja enterrado en la cosa. Y sí, me alegro de que haya vivido en la infamia o como la gente quiera tomarlo. Si la gente está hablando de eso, creo que es bueno", y reflexionó sobre un posible estreno del corte del director. Con frecuencia ha recibido proyecciones en el Nuart Theatre, el Brattle Theatre, 92YTribeca, el Festival Internacional de Cine de San Luis Obispo 2013, Alamo Drafthouse Cinemas y la Academia de Música de Brooklyn, y esta última lo describe como "delirante, a veces asombroso, perverso, ejerciendo una extraña fascinación como un reflejo de espejo retorcido de la propia espiral descendente de su atribulada estrella". En marzo de 2020, el crítico de cine William Bibbiani afirmó que la película "es criminal incomprendido. No es un clásico, pero es un giallo agradablemente extraño que no merece su terrible reputación y exige una seria revaluación".

## Versión Casera
Las versiones en DVD y Blu-ray se lanzaron el 27 de noviembre de 2007. La portada del DVD muestra a Lohan, en azul, bailando en el tubo, con los rostros de sus alter ego Aubrey Fleming y Dakota Moss a cada lado. Entre los extras hay escenas alternas de apertura y final, y esta última muestra que toda la trama fue escrita por el personaje de Aubrey. Sin embargo, las audiencias de prueba supuestamente pensaron que este final era demasiado predecible, por lo que se eliminó de la película. Otros extras incluyen una versión extendida del strip dance de Lohan en el club y bloopers. En enero, el DVD había recaudado $11.99 millones. El DVD de la Región 2 fue lanzado el 28 de enero de 2008 con una portada diferente que muestra un primer plano de Lohan, en rojo, haciendo su baile en barra en el club de estriptis. En los Estados Unidos, la película ha recaudado más de 28 millones de dólares en ventas estimadas de DVD.

## Banda sonora
La banda sonora de Se Quién Me Mató, compuesta por Joel McNeely, fue lanzada el 24 de julio de 2007. Se compararon con las bandas sonoras de misterio de televisión de Billy Goldenberg y recibió críticas casi unánimemente positivas de los críticos de música cinematográfica, con James Southall de Movie Wave diciendo que "la banda sonora inesperadamente elegante parece ir más allá del llamado del deber" y Clark Douglas de Movie Music UK lo calificó con 5 estrellas y lo calificó como "una de las mejores partituras del año, una herramienta imprescindible para aquellos que están dispuestos a hacer un viaje a un mundo musical profundo, oscuro y, a veces, aterrador".
1. "Prelude for a Madman"
2. "Duality"
3. "Fairytale Theme"
4. "A Daughter Is Dead"
5. "End of Innocence/Aubrey Is Gone"
6. "A Mother's Grief"
7. "Search for Aubrey"
8. "The Bus Stop"
9. "Spontaneous Bleed"
10. "Going Home"
11. "Jennifer's Room"
12. "Some People Get Cut"
13. "Investigating Stigmata"
14. "The Mirror"
15. "The Graveyard"
16. "I Know Who Killed Me"
17. "The House"
18. "Dad Dies"
19. "Death of Norquist"
20. "Prelude/Reunited"
21. "Valse Brillante, Op. 34, No. 2 in A Minor"

## Premios y nominaciones
Sé Quién Me Mató recibió nueve nominaciones en los Premios Golden Raspberry de 2007 y ganó ocho, incluidos dos premios a peor actriz (Lohan interpretando a gemelos), Peor Película, Peor Director (Sivertson), Peor Guion (Hammond), peor pareja en la pantalla (Lohan) y Lohan), Peor Remake o Estafa (copia de Hostel, Saw y The Patty Duke Show) y una categoría especial, Peor Excusa para una Película de Terror. La película estableció un récord de la mayor cantidad de victorias de Razzie en un solo año, superando el empate anterior de Battlefield Earth y Showgirls con siete victorias cada uno (aunque el primero superó sus victorias generales debido a dos premios más en los años siguientes). El récord de más victorias en un solo año se rompió en 2012 cuando Jack y Jill ganaron diez premios. Su partitura musical fue nominada como Mejor Banda Sonora Original para una Película de Terror/Thriller por la Asociación Internacional de Críticos de Música de Cine.
| Premio                                                 | Fecha de ceremonia     | Categoría                                                                     | Receptor        | Resultado |
| ------------------------------------------------------ | ---------------------- | ----------------------------------------------------------------------------- | --------------- | --------- |
| Premios Golden Raspberry                               | 23 de febrero de 2008  | Peor Película                                                                 | Peor Película   | Ganadora  |
| Premios Golden Raspberry                               | 23 de febrero de 2008  | Peor Actriz (como Aubrey Fleming)                                             | Lindsay Lohan   |           |
| Premios Golden Raspberry                               | 23 de febrero de 2008  | Peor Actriz (como Dakota Moss)                                                | Lindsay Lohan   |           |
| Premios Golden Raspberry                               | 23 de febrero de 2008  | Peor Pareja                                                                   | Lindsay Lohan   |           |
| Premios Golden Raspberry                               | 23 de febrero de 2008  | Peor Remake o Secuela (de Hostel, Saw y The Patty Duke Show)                  |                 |           |
| Premios Golden Raspberry                               | 23 de febrero de 2008  | Peor Director                                                                 | Chris Sivertson |           |
| Premios Golden Raspberry                               | 23 de febrero de 2008  | Peor Guion                                                                    | Jeff Hammond    |           |
| Premios Golden Raspberry                               | 23 de febrero de 2008  | Peor Excusa para una Película de Terror                                       |                 |           |
| Premios Golden Raspberry                               | 23 de febrero de 2008  | Peor Actriz de Reparto                                                        | Julia Ormond    | Nominada  |
| Premios Golden Raspberry                               | 6 de marzo de 2010     | Peor actriz de la década (también por Herbie: A Toda Marcha y Golpe de Suerte | Lindsay Lohan   |           |
| Premios Golden Raspberry                               | 6 de marzo de 2010     | Peor Película de la Década                                                    |                 |           |
| Asociación Internacional de Críticos de Música de Cine | 20 de febrero del 2008 | Mejor Banda Sonora Original para una Película de Terror/Suspenso              | Joel McNeely    | Nominada  |